# Discografia Romicăi Puceanu
Discografia Romicăi Puceanu însumează numeroase apariții discografice (discuri de gramofon, discuri de vinil, casete audio, CD-uri, DVD-uri), ce conțin înregistrări efectuate în perioada 1964-1994 în special la casa de discuri Electrecord.

## DiscuriElectrecord
| An   | Număr de catalog                                             | Format                     | Piese | Acompaniament |
| 1964 | EPA 3307                                                     | ebonită, 25 cm, 78 RPM     | Teișorul mi-a-nflorit Multă lume noroc are | Taraful fraților Gore |
| 1964 | EPA 3308                                                     | ebonită, 25 cm, 78 RPM     | Foaie verde gladior Uite neică, vine calul | Taraful fraților Gore |
| 1964 | EPC 444 Muzică lăutărească                                   | vinil, 17 cm, 33 ⅓ RPM     | 1. Teișorul mi-a-nflorit 2. Multă lume noroc are 3. Frunză verde gladior 4. Uite neică, vine calul | Taraful Aurel Gore |
| 1964 | EPA 3334                                                     | ebonită, 25 cm, 78 RPM     | Pentr-un cal și-o iapă sură Leagă-ți lele coada stângă | Taraful fraților Gore |
| 1964 | EPD 1079 Romica Puceanu și Taraful fraților Gore             | vinil, LP, 25 cm, 33 ⅓ RPM | 1. Puișorul meu iubit 2. La Ploiești de vale 3. Iubește-mă, dacă-ți plac 4. Inimioară 5. Doi tovarăși am la drum 6. Ce mi-e drag pe lume mie 7. Leagă-ți lele, coada stângă 8. Pentr-un cal și-o iapă sură | Taraful fraților Gore |
| 1965 | EPD 1093 Muzică lăutărească                                  | vinil, LP, 25 cm, 33 ⅓ RPM | 3. Blestemat să fii de stele 4. Măi morare dumneata | Taraful fraților Gore |
| 1966 | EPD 1121                                                     | vinil, LP, 25 cm, 33 ⅓ RPM | 1. De-aș trăi ca bradu-n munte 2. Sa te-ajungă dorul greu 3. Spune, măiculiță, spune 4. De când te iubesc pe tine 5. Mă gândesc neică la tine 6. Trandafir de pe răzor 7. La casa cu trestioară 8. Cuculeț de la pădure | Taraful fraților Gore |
| 1967 | EPD 1162                                                     | vinil, LP, 25 cm, 33 ⅓ RPM | 1. Inimă supărăcioasă 2. Babă Ioană 3. Sus e cerul, jos pământul 4. Bălănuș 5. Unde-o fi puiul de-aseară 6. Când eram la vremea mea 7. Nu e mult de-aseară | Taraful fraților Gore |
| 1968 | EPD 1213                                                     | vinil, LP, 25 cm, 33 ⅓ RPM | 1. Doamne, copilașii mei 2. În grădina cu tufani 3. Spune, Ticuleană, spune 4. Didină, didina mea 5. Cand erai a mea iubită 6. Tot am zis mă duc, mă duc 7. Pe drumul mânăstiresc | Taraful fraților Gore |
| 1971 | EPE 00615                                                    | vinil, LP, 25 cm, 33 ⅓ RPM | 1. Supărare, supărare 2. Uite, mamă, cade-o stea 3. Pe drum de la Lixăndrie | orchestra Florea Cioacă |
| 1973 | 45-EPC 10.333                                                | vinil, 17 cm, 45 RPM       | 1. Ne-am despărțit 2. Erai fată mândră-n sat 3. Ileană, Ileană 4. Umbla-i țara-n lung și-n lat | orchestra Florea Cioacă |
| 1975 | STM-EPE 01065 reeditare EPD 1121, 1213 La casa cu trestioară | vinil, LP, 30 cm, 33 ⅓ RPM | 1. De-aș trăi ca bradu-n munte 2. Sa te-ajungă dorul greu 3. Spune, Ticuleană, spune 4. Trandafir de pe răzor 5. La casa cu trestioară 6. În grădina cu tufani 7. Mă gândesc neică la tine 8. Didină, didina mea 9. Cand erai a mea iubită 10. Tot am zis mă duc, mă duc | Taraful fraților Gore |
| 1975 | STM-EPE 01144 Cine nu știe ce-i dorul                        | vinil, LP, 30 cm, 33 ⅓ RPM | 1. Șaraiman 2. Cine nu știe ce-i dorul 3. Eu de când te-am cunoscut 4. Geaba mai mă duc acasă 5. La cârciuma de la drum 6. Erau zarzării-nfloriți 7. Pasăre necunoscută 8. Când ai părinți lângă tine | orchestra Florea Cioacă |
| 1977 | STM-EPE 01443 Nici nu ninge, nici nu plouă                   | vinil, LP, 30 cm, 33 ⅓ RPM | 1. Cântec de dragoste (Stinge Doamne stelele) 2. Toată lumea doarme 3. Cântă cucul de trei zile 4. Mergeam tristă pe cărare 5. Nici nu ninge, nici nu plouă 6. Mi-e dor de cineva (Ba, ba, ba, surată, ba) 7. Nu știu cu ce ți-am greșit | orchestra Ion Albeșteanu |
| 1980 | ST-EPE 01745 Vântule, bătaia ta                              | vinil, LP, 30 cm, 33 ⅓ RPM | 1. Vântule, bătaia ta 2. Munceam vara la ciocoi 3. Foaie verde-o viorea (Moșule te-aș întreba) 4. Măi voinice, voinicel 5. Rău de doamne, prin străini 6. S-a strâns lumea toată 7. Întreabă lumea de tine 8. Toată viața m vrut bine | orchestra Ion Albeșteanu |
| 1982 | ST-EPE 02097                                                 | vinil, LP, 30 cm, 33 ⅓ RPM | 1. Ursitoare, ursitoare 2. Nu mă amăgi, băiete 3. Ce frumoase-s fetele 4. Ieși fetițo de m-ascultă 5. Aseară la poarta mea 6. Tinerețe, tinerețe 7. Aș munci la plug și coasă 8. Plângeam în tăcere | orchestra Ion Albeșteanu |
| 1983 | STC 00210                                                    | casetă audio               | 1. Ne-am despărțit 2. Erai fată mândră-n sat 3. Umbla-i țara-n lung și-n lat 4. Ileană, Ileană 5. Uite, mamă, cade-o stea 6. Pe drum de la Lixăndrie 7. Munceam vara la ciocoi 8. Cine nu știe ce-i dorul 9. Erau zarzării-nfloriți 10. Când ai părinți lângă tine 11. Foaie verde-o viorea (Moșule te-aș întreba) 12. S-a strâns lumea toată | orchestra Ion Albeșteanu |
| 1984 | ST-EPE 02572                                                 | vinil, LP, 30 cm, 33 ⅓ RPM | 1. Ce e omul pe pământ 2. Luncă, luncă 3. Mamă, mamă dor de mamă 4. De ce, când ne întălnim 5. Trei focuri arde pe lume 6. Toată lume-ar vrea să mor 7. Bate vântul frunzele | orchestra Ion Albeșteanu |
| 1991 | ST-EPE 03969 Ridicați cu toți paharul                        | vinil, LP, 30 cm, 33 ⅓ RPM | 1. Pe nisipul de la mare 2. Anii mei și tinerețea 3. Ridicați cu toți paharul 4. S-a rupt lanțul de iubire 5. Dac-ar semăna cu tine 6. Răpirea din serai 7. Nu există-n lumea asta 8. Ce-aveți voi, dușmani, cu mine 9. Florăresele 10. Lungă mi-a fost viața 11. Și-am visat aseară | orchestra Ion Albeșteanu |
| 1991 | STC 00732 Romica Puceanu                                     | casetă audio               | 1. Pe nisipul de la mare 2. Anii mei și tinerețea 3. Ridicați cu toți paharul 4. S-a rupt lanțul de iubire 5. Dac-ar semăna cu tine 6. Răpirea din serai 7. Isaura 8. Nu există-n lumea asta 9. Ce-aveți voi, dușmani, cu mine 10. Florăresele 11. Lungă mi-a fost viața 12. Și-am visat aseară 13. Trece timpul | orchestra Ion Albeșteanu |
| 1993 | ST-EPE 04263 Inimă de țigancă                                | vinil, LP, 30 cm, 33 ⅓ RPM | 1. Toată viața am muncit 2. Șatra 3. Leliță Floare 4. Oare, cum să cred 5. Inel, inel de aur 6. Arz-o focu, dragoste 7. Viața-i dulce si frumoasă 8. Zori de ziuă se revarsă 9. Inimă de țigancă 10. Într-o joi de dimineața 11. În căruțe colorate | orchestra Dorel Zamfir |
| 1994 | STC 00931 Inimă de țigancă                                   | casetă audio               | 1. Toată viața m muncit 2. Șatra 3. Leliță Floare 4. Oare, cum să cred 5. Inel, inel de aur 6. Arz-o focu, dragoste 7. Viața-i dulce si frumoasă 8. Zori de ziuă se revarsă 9. Inimă de țigancă 10. Într-o joi de dimineața 11. În căruțe colorate | orchestra Dorel Zamfir |
| 1996 | STC 001159 Nu mi-e necaz că trăiesc                          | casetă audio               | 1. Nu mi-e necaz că trăiesc 2. Pe drumul mănăstiresc 3. Grea e boala de plămâni 4. Frumoasă-i nunta la țară 5. Eram tânără ca floarea 6. Dreg la ghete, la papuci 7. Leanțo dragă! 8. De știam că iese așa 9. Of, of, of, măi șprițule! 10. Un țigan avea o casă 11. I-auzi lele, popa toacă 12. Ne-am despărțit și tare-aș vrea | orchestra Ion Albeșteanu |
| 1998 | EDC 254 Gipsy songs                                          | compact disc               | 1. Didină, Didina mea 2. Pentr-un cal și-o iapă sură 3. Cand erai a mea iubită 4. Tot am zis mă duc, mă duc 5. Puișorul meu dorit 6. Pe drumul mănăstiresc 7. Lume, lume 8. Cântec de dragoste 9. Toată lumea doarme 10. Cântă cucul de trei zile 11. Mergeam tristă pe cărare 12. Nici nu ninge, nici nu plouă 13. Vântule, bătaia ta | Taraful frații Gore (1-7), orchestra Ion Albeșteanu (8-13) |
| 2002 | EDC 405 Blestemat să fii de stele                            | compact disc               | 1. Bălănuș 2. Blestemat să fii de stele 3. Unde-o fi puiul de-aseară 4. Spune, Ticuleană, spune 5. Doamne, copilașii mei 6. Teișorul, mi-a-nflorit 7. Iubește-mă, dacă-ți plac 8. Doi tovarăși am la drum 9. Uite neică, vine calul 10. Foaie verde gladior 11. Ileană, Ileană 12. Nu mi-e necaz că trăiesc 13. Deschide, gropare, mormântul! 14. I-auzi lele, popa toacă 15. Eram tânără ca floarea 16. Of, of, of, măi șprițule! 17. De știam că iese așa 18. Leanțo dragă! 19. Frumoasă-i nunta la țară | Taraful fraților Gore (1-10), orchestra Florea Cioacă (11), orchestra Ion Albeșteanu (12-19) |
| 2007 | EDC 802 La casa cu trestioară                                | compact disc               | 1. La casa cu trestioară 2. Coborâi din sat în jos 3. Nu știu cu ce ți-am greșit 4. Ne-am despărțit și tare-aș vrea 5. Uite, mamă, cade-o stea 6. Erai fată mândră-n sat 7. Inimioară, inimioară 8. Spune, măiculiță, spune 9. Leagă-ți lele, coada stângă 10. Ce-aveți voi, dușmani, cu mine 11. Ba, ba, ba, surata ba (Mi-e dor de cineva) 12. Toată viața am muncit 13. Ce e omul pe pământ 14. Măi voinice, voinicel 15. Ridicați cu toți paharul 16. La Ploiești de vale 17. Mamă, mamă dor de mamă   | Taraful fraților Gore (1,7-9,16), orchestrele: Florea Cioacă (2,5,6), Ion Albeșteanu (3,4,10,11,13-15,17), Dorel Zamfir (12) |
| 2008 | EDC 883 Șaraiman                                             | compact disc               | 1. Șaraiman 2. Supărare, supărare 3. Măi morare, dumneata 4. S-a strâns lumea toată 5. Moșule, te-aș întreba 6. Eu de când te-am cunoscut 7. La cârciuma de la drum 8. Ursitoare, ursitoare 9. Aș munci la plug și coasă 10. Aseară la poarta mea 11. Cuculeț de la pădure 12. Ce mi-e drag pe lume mie 13. Când eram în vremea mea 14. Spune mamă ce-i cu tine 15. Aoleu, babă Ioană 16. De când te iubesc pe tine 17 Geaba mai mă duc acasă 18 Ai la gât margele                                         | Taraful fraților Gore (3,11-16), orchestra Florea Cioacă (1,2,6,7,17), orchestra Ion Albeșteanu (4-5,8-10,18) Aurel Gore - vioară (3,12,16), Victor Gore - acordeon (3,11-16), Florea Cioacă - vioară (2,17), Bebe Șerban - acordeon (1,2,4-8,10,18) |
| 2013 | EDC 1100 Pasăre necunoscută                                  | compact disc               | 1. Multă lume noroc are 2. Pentr-un cal și-o iapă sură 3. Puișorul meu dorit 4. Blestemat să fii de stele 5. În grădina cu tufani 6. Trandafir de pe răzor 7. Pe drum pe la Lixăndrie 8. Când ai părinți lângă tine 9. Pasăre necunoscută 10. Cântă cucul de trei zile 11. Ce frumoase-s fetele 12. Plângeam, plângeam în tăcere 13. De ce, când ne întâlnim 14. Bate vântul frunzele 15. Luncă, luncă 16. Dreg la ghete, la papuci 17. Grea e boala de plămâni                                            | Taraful fraților Gore (1-6), orchestra Florea Cioacă (7-9), orchestra Ion Albeșteanu (10-17) |

## Filmografie
| An      | Titlu                                                                                        | Acompaniament                           | Interpretare | Locație                | Note                                                                                         |
| 1975    | Aș munci la plug și coasă                                                                    | orchestra George Carabulea              | live         | studio TVR             |                                                                                              |
| 197x    | Cine-a pus cârciuma-n drum                                                                   | orchestra Tudor Pană                    | live         | studio TVR             |                                                                                              |
| 1974    | Măi voinice, voinicel                                                                        | orchestra George Carabulea              | live         | Hotel Intercontinental | filmare pentru Revelion 1975                                                                 |
| 1978    | Cine-a pus cârciuma-n drum                                                                   | —                                       | playback     | indisp.                | montaj de divertisment în care Romica Puceanu cânta cu Telly Savalas în rolul lui Theo Kojak |
| indisp. | Toată lume-ar vrea să mor Supărare, supărare                                                 | orchestra Ion Albeșteanu                | live         | studio TVR             |                                                                                              |
| 1981    | Trio comic (cu Ion Dolănescu și Irina Loghin)                                                | —                                       | playback     | studio TVR             | film color pentru Revelion 1982                                                              |
| 198x    | Aș munci la plug și coasă Ce frumoase-s fetele Of, of, of, măi șprițule Inimioară, inimioară | orchestra Ion Albeșteanu                | live         | studio TVR             |                                                                                              |
| 1991    | Romica cucerește America                                                                     | în imagini: Viorel Fundament (acordeon) | playback     | studio TVR             | film color de televiziune realizat de Florentina Satmari                                     |
| 199x    | Interviu după întoarcerea din SUA                                                            | —                                       | live         | domiciliul artistei    | color                                                                                        |

### Tele 7 abc
| An   | Titlu                      | Acompaniament                                   | Note                                        |
| 1995 | Interviu cu Romica Puceanu | —                                               | Romica Puceanu în dialog cu Aristide Buhoiu |
| 1995 | Viața-i dulce și frumoasă  | orchestra Rapsodia Carpaților, dir. Ion Lăceanu | live                                        |

### Filmări amator
| An   | Titlu                                                                  | Acompaniament          | Note                     |
| 1992 | Ridicați cu toți paharul Nu există-n lumea asta Cine-a zis răului bine | formația „Gypsy stars” | live la Sala Polivalentă |

### TVR Media
Filmările Romicăi Puceanu au fost realizate de Televiziunea Română (TVR) în perioada 1974-1982, în studiourile instituției și în diferite săli de concerte.
Aceste filmări au început a fi editate pentru prima oară, pe suport DVD, începând cu anul 2005 de casa de producție a Televiziunii Române, TVR Media.
Piesele marcate cu „(L)” sunt interpretate „pe viu” („live”).
| An apariție | Titlu DVD              | Piese                                      | Orchestra                  | Note                                     |
| 2005        | Cântece de viață lungă | 23. Aș munci la plug și coasă (L)          | orchestra George Carabulea |                                          |
| 2005        | Cântece de viață lungă | 34. Pe mine mă cheamă Floare (L)           | orchestra Ion Albeșteanu   | titlu original: Ce frumoase-s fetele     |
| 2005        | Cântece de viață lungă | 35. Șprițule, eu te beau, măi șprițule (L) | orchestra Ion Albeșteanu   | titlu original: Of, of, of, măi șprițule |
| 2005        | Cântece de viață lungă | 36. Inimioară, ah, inimioară (L)           | orchestra Ion Albeșteanu   | titlu original: Inimioară, inimioară     |